# De Aal
De Aal, pseudoniem van Albert Anton Johan van Aalten (Arnhem, 24 oktober 1949), is een Nederlandse zanger, bekend van enkele carnavalsplaten uit de jaren 1980. 

## Loopbaan
De Larense tandarts Bert van Aalten werd eind 1980 plotseling een bekende Nederlander dankzij de carnavalskraker Een barg die hé un krul in de steert. Het lied viel op door de knorgeluiden waarmee de tekst doorspekt is ("kgr ah pfrt ah kgg ah kgr ah"). 
Van Aalten leerde het lied kennen doordat zijn vader het vaak zong. Deze zou het in de Tweede Wereldoorlog hebben opgepikt tijdens zijn onderduiktijd in Friesland. Van Aalten beweerde dat de melodie van origine een Egyptisch soldatenlied is. Hij zong het lied geregeld op feestjes. Toen hij het voorzong aan zijn kennis Hans van Hemert, kwamen ze gezamenlijk op het idee om het als carnavalsnummer uit te brengen. Van Hemert zorgde voor de productie, Van Aalten zong het zelf in. Saxofonist Herman Schoonderwalt werkte mee aan de opname.
Een barg die hé un krul in de steert reikte in de carnavalsperiode 1980/81 tot de tweede plaats in de Nationale Hitparade en een negende plaats in de Nederlandse Top 40. De Aal bracht in de jaren daarna nog enkele carnavalsplaten uit, waarvan enkel Sjanson de confiture (1981) de hitparade haalde.
In 2008 werd De Aal in de realityserie De Aal Komt Terug gevolgd door het internetkanaal Tunnelvisie, onder andere gemaakt door zijn neefje Thomas van Aalten. Dit leidde tot hernieuwde aandacht voor Van Aalten, die vervolgens te gast was in de televisieprogramma's De Wereld Draait Door en Hart van Nederland. In juni 2008 bracht hij naar aanleiding van het Europees kampioenschap voetbal 2008 een nieuwe single uit: Eurokampioen olee. Dit werd echter geen hitparadesucces.

## Discografie

### Singles
- Een barg die hé un krul in de steert (1980)
- Sjanson de confiture (1981)
- Graag van harte goedemorgen (1982)
- Er ligt een boer in het Noordzee-kanaal (1983)
- Er dreef een boer... (1984)
- Ik heb een kater in m'n kop (1985)
- Yuppie, yuppie (1986)
- Zon van Scheveningen (1988)
- In de file (1990)
- Eurokampioen olee (2008)
- Jump Say Oui (als Singing Anguilla) (2009)

### Hitparadenoteringen
| Single met eventuele hitnotering(en) in de Nederlandse Top 40 | Datum van verschijnen | Datum van binnenkomst | Hoogste positie | Aantal weken | Opmerkingen                   |
| ------------------------------------------------------------- | --------------------- | --------------------- | --------------- | ------------ | ----------------------------- |
| Een barg die hé un krul in de steert                          |                       | 13-12-1980            | 9               | 11           | #2 in de Nationale Hitparade  |
| Sjanson de confiture                                          |                       | 30-1-1982             | 37              | 3            | #20 in de Nationale Hitparade |
| Ik heb een kater in m'n kop                                   |                       | 4-1-1986              | tip15           |              |                               |

- MusicBrainz: a0ec5337-61cd-45ae-9a11-f017ce440005